# レックス・スミス
レックス・スミス（Rex Smith, 1955年9月19日 - ）は、アメリカ合衆国の歌手、俳優。フロリダ州ジャクソンビル出身。
兄はハードロックバンド「スターズ」（Starz (band)）ヴォーカルのマイケル・リー・スミス。

## 歌唱作品

### シングル盤
- 初恋のときめき（You Take My Breath Away）
- エバーラスティング・ラブ（Everlasting Love、レイチェル・スイートとのデュエット、カヴァーソング、1981年8月8日発売）

### アルバム盤
- Sooner Or Later（1979年発売、マイケル・スカイ役で出演もした同名テレビドラマからのアルバム、「初恋のときめき」を収録）
- Forever Rex: Very Best Of Rex Smith（2006年4月18日発売）

## 出演作品

### 映画
- 宇宙異獣体トランザリアン（Transformations、1988年）
- ダニエル・スティール/ある愛のかたち（Once in a Lifetime、1994年）テレビ映画

### テレビドラマ
- 驚異のスーパー・バイク ストリートホーク（ビデオ邦題）/ストリートホーク（LD邦題）（Street Hawk、1985年、主人公ジェシー・マーク役）
- 超人ハルク'90（TV邦題）/超人ハルク 敵か？味方か？テアデビル（DVD邦題）（The Trial of The Incredible Hulk、1989年、デアデビルことマット・マードック役）
- ヒューストン・ナイツ（Houston Knights、1987年～1988年、ロビンフッドことジェイク役）

### ブロードウェイ・ミュージカル
- グリース（Grease、1978年、主人公ダニー・ズーコー役）